# العلاقات المصرية النيوزيلندية
العلاقات المصرية النيوزيلندية هي العلاقات الثنائية التي تجمع بين مصر ونيوزيلندا.

## مقارنة بين البلدين
هذه مقارنة عامة ومرجعية للدولتين:
| وجه المقارنة                                              | مصر           | نيوزيلندا                                              |
| --------------------------------------------------------- | ------------- | ------------------------------------------------------ |
| المساحة (كم2)                                             | 1.01 مليون    | 268.02 ألف                                             |
| عدد السكان (نسمة)                                         | 94.80 مليون   | 4.24 مليون                                             |
| الكثافة السكانية (ن./كم²)                                 | 93.86         | 15.82                                                  |
| العاصمة                                                   | القاهرة       | ويلينغتون، أوكلاند                                     |
| اللغة الرسمية                                             | اللغة العربية | لغة إنجليزية، اللغة الماورية، لغة الإشارة النيوزيلندية |
| العملة                                                    | جنيه مصري     | دولار نيوزيلندي، الجنيه النيوزيلندي                    |
| الناتج المحلي الإجمالي (بليون دولار)                      | 235.37 مليار  | 205.85 مليار                                           |
| الناتج المحلي الإجمالي (تعادل القوة الشرائية) بليون دولار | 998.67 مليار  |                                                        |
| الناتج المحلي الإجمالي الاسمي للفرد دولار أمريكي          | 3.61 ألف      |                                                        |
| الناتج المحلي الإجمالي للفرد دولار أمريكي                 |               |                                                        |
| مؤشر التنمية البشرية                                      | 0.690         | 0.914                                                  |
| رمز المكالمات الدولي                                      | +20           | +64                                                    |
| رمز الإنترنت                                              | .eg، .مصر     | .nz                                                    |
| المنطقة الزمنية                                           | ت ع م+02:00   | ت ع م+13:00، ت ع م+12:00                               |

## منظمات دولية مشتركة
يشترك البلدان في عضوية مجموعة من المنظمات الدولية، منها:
| علم المنظمة | اسم المنظمة                               | تاريخ انضمام مصر | تاريخ انضمام نيوزيلندا |
| ----------- | ----------------------------------------- | ---------------- | ---------------------- |
|             | البنك الدولي للإنشاء والتعمير             | 27 ديسمبر 1945   | 31 أغسطس 1961          |
|             | منظمة التجارة العالمية                    | 30 يونيو 1995    | ?                      |
|             | المركز الدولي لتسوية المنازعات الاستشارية | 2 يونيو 1972     | 2 مايو 1980            |
|             | الفريق المعني برصد الأرض                  | فبراير 2005      | ?                      |
|             | المنظمة الهيدروغرافية الدولية             | 21 يونيو 1921    | ?                      |
|             | الأمم المتحدة                             | 24 أكتوبر 1945   | 24 أكتوبر 1945         |
|             | منظمة الشرطة الجنائية الدولية             | 7 سبتمبر 1923    | ?                      |
|             | وكالة ضمان الاستثمار متعدد الأطراف        | 12 أبريل 1988    | 22 أبريل 2008          |
|             | يونسكو                                    | 22 يناير 1947    | 4 نوفمبر 1946          |
|             | مؤسسة التنمية الدولية                     | 26 أكتوبر 1960   | 1 أكتوبر 1974          |
|             | مؤسسة التمويل الدولية                     | 20 يوليو 1956    | 31 أغسطس 1961          |
|             | الاتحاد البريدي العالمي                   | ?                | ?                      |
|             | الاتحاد الدولي للاتصالات                  | 9 ديسمبر 1876    | 3 يونيو 1878           |

## وصلات خارجية
- موقع وزارة الخارجية المصرية
- موقع وزارة الخارجية النيوزيلندية